# Søren Kierkegaard
Søren Aabye Kierkegaard (født 5. maj 1813, død 11. november 1855) var en dansk filosof og teolog. Kierkegaard regnes ofte for at være den største danske filosof. Han var en kristen tænker og skrev med udgangspunkt i kristendommen både om filosofi, teologi, og psykologi.
Kierkegaard betragtes som eksistensfilosofiens grundlægger og dermed som en inspirationskilde for eksistentialismen.
Kierkegaard udgav en række kristelige taler, som i 1845 blev samlet under titlen Atten opbyggelige Taler. Han opfattede først og fremmest sig selv som en opbyggelig kristen forfatter.
I det sidste år af sit liv – under "kirkestormen" – kritiserede Kierkegaard den etablerede kirke og dens præsteskab med stor voldsomhed. Han anklagede kirken for at have svigtet sin herre, Kristus, ved at være behagesyg og glemme Det Nye Testamentes strenge kristendom.
Søren Kierkegaard har haft en dyb og vedvarende indflydelse på dansk filosofi og teologi. K. E. Løgstrup, Johannes Sløk, Joakim Garff, Peter Tudvad, Ole Morsing og P. G. Lindhardt har alle forholdt sig til eller videreført hans tanker.
Ud over at være filosof og teolog var Kirkegaard også litterær forfatter. Hans poetiske prosa befinder sig på et højt litterært niveau (for eksempel Diapsalmata i Enten-Eller 1). Nogle af Kierkegaards skrifter betegnes som romaner: Forførerens Dagbog (i Enten-Eller 1), Skyldig – Ikke Skyldig? (i Stadier på livets vej 2) og Gentagelsen.

## Kierkegaards eksistensfilosofi
Eksistensfilosofi er en filosofi, der tager udgangspunkt i det enkelte menneskes eksistens. Menneskets eksistens er forskellig fra dyrets eksistens, påpeger Kierkegaard. Dyret er et eksemplar (af en dyreart), mens mennesket er et individ. Mennesket kan forholde sig til sig selv, til sit liv, til sine muligheder. Mennesket har et valg; det har dyret ikke.
Det ligger altså ikke på forhånd fast, hvordan den menneskelige eksistens vil blive. Menneskets eksistens er kendetegnet ved at være uafsluttet. Den bliver til gennem det personlige valg og den personlige handling.

### Den subjektive sandhed
I en af Kierkegaards dagbogsoptegnelser ("Gillelejeoptegnelsen") ses et eksempel på hans eksistenstænkning:
"Det, der egentlig mangler mig, er at komme på det rene med mig selv om, hvad jeg skal gøre, ikke om, hvad jeg skal erkende, uden for så vidt en erkenden må gå forud for enhver handlen. Det kommer an på at forstå min bestemmelse, at se, hvad guddommen egentlig vil, at jeg skal gøre; det gælder om at finde en sandhed, som er sandhed for mig, at finde den ide, for hvilken jeg vil leve og dø. Og hvad nyttede det mig dertil, om jeg udfandt en såkaldt objektiv sandhed; ... hvad nyttede det mig at kunne udvikle kristendommens betydning, at kunne forklare mange enkelte fænomener, når den for mig selv og mit liv ikke havde nogen dybere betydning?" 
Citatet viser, at Kierkegaard i sin tænkning ikke lægger vægten på den objektive sandhed, som eksisterer uafhængigt af ham og hans eksistens. Det vigtige er den subjektive sandhed – den sandhed, der bliver til i det enkelte menneskes lidenskabelige valg og personlige tilegnelse. Det vigtige er ikke at vælge en objektivt set god handling, men at vælge en handling ud fra sin personlige lidenskab og alvor – af hele sin sjæl: "... at det i at vælge ikke så meget kommer an på at vælge det rigtige, som på den energi, den alvor og patos (lidenskab), hvormed man vælger." 
Ganske vist eksisterer der ifølge Kierkegaard en objektiv sandhed, men denne sandhed kan blot ikke nås af det eksisterende, ufærdige menneske, der hele tiden er på vej. Menneskets eksistens er kendetegnet ved at være uafsluttet. Det vil sige: Mennesket befinder sig altid i en stræben efter sandheden – uden at kunne nå sandheden.
Kierkegaard kritiserer den tyske filosof Hegel for at ville bygge et stort filosofisk system, der er afsluttet; et system, som Hegel mener er udtryk for en objektiv sandhed. Men et sådant objektivt system findes ikke for det eksisterende menneske, siger Kierkegaard. Menneskets sandhed ligger i subjektiviteten – i lidenskaben, i inderligheden, i tilegnelsen. Kierkegaards tænkning er subjekt-rettet (individ-rettet) – ikke objekt-rettet.
Kierkegaards filosofi er dog ikke den rene subjektivisme. Han mener, at der findes en objektiv sandhed og et objektivt system. Men denne sandhed kan aldrig blive til virkelighed for det eksisterende menneske – kun for Gud. På dette punkt adskiller Kierkegaards kristne eksistensfilosofi sig fra den ateistiske eksistensfilosofi. Den kristne eksistensfilosofi siger, at der faktisk findes noget objektivt uden for menneskets eksistens. Men dette objektive kan man ikke vide noget om – kun tro på, fremhæver Kierkegaard. Og tro er noget subjektivt. Troen har "inderlighedens uendelige lidenskab".
Kierkegaard beskriver forholdet mellem den objektive sandhed og den subjektive sandhed således:
"Dersom en, der lever midt i kristendommen, går op i Guds hus, i den sande Guds hus, med den sande forestilling om Gud i viden, og nu beder, men beder i usandhed; og når en beder i et afgudisk land, men beder med uendelighedens hele lidenskab, skønt hans øje hviler på en afguds billede: hvor er så mest sandhed? Den ene beder i sandhed til Gud, skønt han tilbeder en afgud, den anden beder i usandhed til den sande Gud, og tilbeder derfor i sandhed en afgud." 

### Stadier på livets vej
I sit forfatterskab beskriver Kierkegaard forskellige måder at eksistere på. Han nævner fire persontyper, der repræsenterer hver deres livsanskuelse – og dermed hver deres måde at eksistere på. De fire persontyper er:
1. Spidsborgeren
2. Æstetikeren
3. Etikeren
4. Den religiøse

Kierkegaards taler om livsanskuelserne som "stadier på livets vej", jævnfør titlen på hans bog Stadier på livets vej. I udtrykket "stadium" ligger, at der er tale om en åndelig udvikling i et menneskes liv. Imidlertid taler han også om stadierne som "eksistens-sfærer", altså som forskellige måder at eksistere på – uden at der nødvendigvis tænkes på en udvikling. Under alle omstændigheder skal stadiebegrebet ikke forstås for firkantet. Et menneske befinder sig ikke helt og holdent i ét bestemt stadium. Snarere befinder det sig i flere stadier på samme tid, idet ét stadium dog er det dominerende.

#### Spidsborgeren
Kierkegaard mener, at mennesket adskiller sig fra dyrene og planterne ved at have et selv – ved at have bevidsthed, ånd. Denne bevidsthed gør det muligt for mennesket at forholde sig til sig selv. Denne mulighed benytter spidsborgeren sig imidlertid ikke af. På Kierkegaards tid blev "spidsborger" brugt om en middelmådig småborgerlig person, der er uden engagement i noget særligt, og som bare tilpasser sig samfundets normer.
Kierkegaard beskriver spidsborgeren som en person, der søvngængeragtigt går gennem tilværelsen, og for hvem intet er afgørende vigtigt. Han lever, som "man" lever. Han passer sit arbejde, gifter sig, stifter familie, klæder sig pænt og taler om det, som "man" taler om. Strengt taget eksisterer spidsborgeren ikke, for han har ikke valgt at leve på den måde. Han har ladet andre vælge for sig. Han gør blot hvad omgivelserne forventer af ham.

#### Æstetikeren
På et tidspunkt tvinges spidsborgeren imidlertid til at forholde sig til sig selv og det liv, han lever. Han tvinges til at gøre et valg. Men i det valg vælger han ofte den lette løsning: Han flygter fra sin egen eksistens ved at hengive sig til oplevelser, nydelser, fornøjelser, forbrug eller ødselhed. I så fald er han blevet en æstetiker. I modsætning til spidsborgeren ved æstetikeren, at der er et valg. Han har indset, at spidsborgeren lever et liv, der ikke er præget af hans eget valg.
På et tidspunkt indser æstetikeren dog det tomme i at leve et liv i fornøjelser og nydelser, uden etiske forpligtelser. Æstetikerens liv ender i tomhed, når han ikke længere evner at fare rundt og fylde sit liv med nye, intense oplevelser. Hver gang der opstår en pause i sansebombardementet, opstår der et knugende hul i livet. Der mangler en etisk sammenhæng i hans liv. Æstetikeren har dermed bevæget sig i retning af det etiske stadium.
Kierkegaard siger, at ironien er et mellemstadium mellem det æstetiske stadium og det etiske stadium. Ironien er den første begyndelse på en etisk livsanskuelse, nemlig i form af en – ironisk – afstandtagen fra den æstetiske levemåde. Ironikeren har indset tomheden i det æstetiske liv. Men han har endnu ikke foretaget det afgørende etiske valg. Han tager blot ironisk afstand. I en dagbogsoptegnelse fra sin ungdom beskriver Kierkegaard sig selv som en æstetiker, hvis levemåde han tager ironisk afstand fra:
"Jeg kommer netop nu fra et selskab, hvor jeg var sjælen; vittigheder strømmede ud fra min mund, alle lo, beundrede mig – men jeg gik, ja den tankestreg bør være lige så lang som Jordbanens radier – hen og ville skyde mig selv." 

#### Etikeren
Etikeren er nået til det stadium, hvor han vælger at leve et liv i ansvar. Etik er læren om om den rigtige handlemåde, og en etiker har modet til at vælge, hvad han føler er rigtigt. Det forudsætter, at han først har valgt, at godt og ondt eksisterer – at noget er godt, og noget er ondt. Det er det basale valg. Herefter leves hans liv i et ansvarligt valg. Det vigtige er ikke, at han vælger det gode, men at han vælger med lidenskab og alvor:
"Når du da vil forstå mig rigtigt, så kan jeg gerne sige, at det i at vælge ikke så meget kommer an på at vælge det rigtige, som på den energi, den alvor og patos, hvormed man vælger. Deri forkynder personligheden sig i sin indre uendelighed, og derved konsolideres igen personligheden. Selv derfor om et menneske valgte det urette, så vil han dog, netop på grund af den energi, hvormed han valgte, opdage, at han valgte det urette." 
Kierkegaard siger, at etikeren "vælger sig selv". Det vil sige: Han vælger sig selv som den, han nu engang er. Han tager tager ansvaret for sig selv – ansvaret for alle sider i sin personlighed:
"Individet bliver sig da bevidst som dette bestemte individ, med disse evner, disse tilbøjeligheder, disse drifter, disse lidenskaber, påvirket af denne bestemte omgivelse, som dette bestemte produkt af en bestemt omverden. Men idet han således bliver sig bevidst, overtager han det alt sammen under sit ansvar." 
Udefra kan det se ud, som om etikeren lever på samme måde som spidsborgeren. Den afgørende forskel på de to er imidlertid, at etikeren har foretaget et bevidst valg om at leve på denne måde, mens spidsborgeren ikke har valgt at leve på denne måde. Etikeren går på arbejde, gifter sig og stifter familie, men han gør det, fordi han er overbevist om, at det er den rigtige måde at leve på som et ansvarligt menneske. Etikeren sætter ægteskabet højt, fordi det er udtryk for ansvar og forpligtelse.
På et tidspunkt opdager etikeren imidlertid, at der er en grænse for den etiske livsanskuelse. Han opdager, at han dybest set ikke kan vælge sig selv af egen kraft. Han erkender, at han er ufuldkommen, og at han behøver Gud. Han bevæger sig dermed i retning af det religiøse stadium, der netop er kendetegnet ved tro på Gud.
Kierkegaard nævner humoren som et mellemstadium mellem det etiske stadium og det religiøse stadium. Humoristen er kendetegnet ved, at han har forstået begrænsningerne ved den etiske livsanskuelse, og at der er en religiøs dimension i tilværelsen. Men han tager ikke skridtet fuldt ud. Han forholder sig ikke i religiøs lidenskab til Gud. Humoristen forstår, at lidelsen hører med til den menneskelige eksistens, men han tager ikke lidelsen helt alvorligt. Han tilbagekalder lidelsen i spøgens form. "Han rører eksistensens hemmelighed i smerten, men så går han hjem igen."  Han dækker sig ind bag humoren og spøgen for at undgå at se ubehaget helt i øjnene.
Forskellen mellem humoren og ironien består i, at humoren er positiv, varm og åben, mens ironien er negativ, kold og afstandtagende. "Netop fordi der i humor altid er en skjult smerte, er der også en sympati," siger Kierkegaard.

#### Den religiøse
Det religiøse stadium deler Kierkegaard op i to dele: religiøsiteten A og religiøsiteten B.
Religiøsiteten A er det umiddelbare resultat af, at etikeren ikke kan tage fuldt ansvar for sig selv. Fordi han er et ufuldkomment menneske, vil han pådrage sig en skyld, som han ikke kan komme fri af ved egen kraft. Han opdager herigennem, at tilværelsen rummer noget, som han ikke kan nå med sin fornuft, men kun med troen: den evige magt (Gud).
I det religiøse stadium erkender man, at man befinder sig i et absolut forhold til det absolutte (Gud). Man befinder sig i et absolut lydighedsforhold til Gud. Den religiøse får derved en absolut skyldbevidsthed over for Gud ved tanken om den evige salighed: at saligheden står på spil. Kierkegaard udtrykker det på den måde: "Mod Gud har vi altid uret."  "Og skulle da den tanke, at vi mod Gud altid har uret, ikke være begejstrende, thi hvad udtrykker den andet end, at Guds kærlighed altid er større end vor kærlighed?" 
Religiøsiteten A er en forudsætning for religiøsiteten B. Først når mennesket forholder sig til den evige salighed i en eksistentiel lidenskab, er det moden til religiøsiteten B. Det er den specielt kristne religiøsitet. Denne form for religiøsitet er kendetegnet ved et paradoks: Gud fødes som et menneske (Jesus). Det evige fremtræder i tiden. "Guden, den evige, er blevet til i et enkelt tidsmoment, som et enkelt menneske." 
Hvor religiøsiteten A er kendetegnet ved skyldbevidsthed, er religiøsiteten B kendetegnet ved syndsbevidsthed. Skyldbevidsthed er en menneskelig bestemmelse. Mennesket bliver skyldig i kraft af sig selv – i kraft af sine gerninger. Syndsbevidsthed er derimod bestemt af forholdet til Gud. Mennesket bliver syndig i kraft af Gud eller i kraft af forholdet til Gud. Da den evige Gud fremtræder i tiden, bliver det timelige menneske en evig synder i kraft af forholdet til denne "Gud i tiden". Imidlertid tilgiver den evige, kærlige Gud det syndsbevidste menneske. Tilgivelsen skænkes mennesket, når det tror, at Gud er blevet menneske i tiden:
"Som bekendt er nemlig kristendommen det eneste historiske fænomen, der uagtet det historiske, ja netop ved det historiske, har villet være den enkelte hans udgangspunkt for hans evige bevidsthed, har villet interessere ham anderledes end blot historisk, har villet begrunde ham hans salighed på hans forhold til noget historisk." 

## Biografi

### Opvækst og familie (1813–1830)
Søren Kierkegaard blev født den 5. maj 1813 i København. Hans far, Michael Pedersen Kierkegaard (1756–1838), var oprindelig fårehyrde i Vestjylland, men han blev så rig som uldkræmmer, storkøbmand og ejendomsspekulant, at han kunne trække sig tilbage og leve af sine renter allerede som 40-årig. Hans første kone døde barnløs efter kun to års ægteskab. Med sin anden kone, Ane Sørensdatter Lund (1768–1834), fik han derimod syv børn, idet Søren var den yngste.
Michael Pedersen Kierkegaard var en religiøs grubler, der var præget af herrnhutismen (en udløber af pietismen). Som familiefar satte den ældre Kierkegaard et stærkt præg på sine børn gennem sit skarpe vid, sin religiøse tvivl, sit tungsind og sin fantasi. Han delte sin religiøse grublen med sin yngste søn Søren. I sønnens tilbageblik hedder det:
"Som barn blev jeg strengt og alvorligt opdraget i kristendommen, menneskeligt talt afsindigt opdraget: Allerede i den tidligste barndom havde jeg forløftet mig på indtryk, som den tungsindige olding, der havde lagt dem på mig, selv segnede under – et barn afsindigt påklædt til at være en tungsindig olding." 

Faderen mente, at han var forbandet af Gud, og at forbandelsen ville gå i arv til hans børn. I sin barndom var han under et uvejr, i fortvivlelse over sin hårde tilværelse som fårehyrde, stået op på en høj og havde forbandet Gud. I en dagbogsoptegnelse fra 1846 skriver Kierkegaard om ham:
"Det forfærdelige med den mand, der engang som lille dreng, da han gik og vogtede får på den jyske hede, led meget ondt, sultede og var forkommen, på en høj stod op og forbandede Gud – og den mand var ikke i stand til at glemme det, da han var 82 år gammel." 
Dertil kom, at faderen havde været i seng med sin anden kone inden de blev gift – en begivenhed, han følte som en uafvaskelig synd. Alt dette opdagede Søren tilsyneladende på et tidspunkt omkring faderens død i 1838. I en dagbogsoptegnelse fra 1839 taler han om "den store jordrystelse":
"Da var det, at den store jordrystelse indtraf, den frygtelige omvæltning, der pludselig pånødte mig en ny ufejlbarlig fortolkningslov af samtlige fænomener. Da anede jeg, at min faders høje alder ikke var en guddommelig velsignelse, men snarere en forbandelse; ... da følte jeg dødens stilhed tiltage om mig, når jeg i min fader så en ulykkelig, der skulle overleve os alle, et gravkors på alle sine egne forhåbningers grav. En skyld måtte hvile på hele familien, en Guds straf måtte være over den; den skulle forsvinde, udstryges af Guds vældige hånd, udslettes som et mislykket forsøg ..." 
I optegnelsen står der ganske vist ikke, hvad der menes med "den store jordrystelse". Men det er nærliggende at fortolke udtrykket som en beskrivelse af Sørens chok over at have opdage de ovennævnte familiehemmeligheder. I alt fald troede han, at der hvilede en forbandelse over familien. Han havde – i lighed med faderen – fået den fikse ide, at ingen af børnene skulle blive mere end 33 år, altså ikke ældre end Jesus. Den ide blev dog gendrevet senere, da både Søren og hans bror Peter Christian blev mere end 33 år.
Søren bebrejdede sin far for at have givet sit tungsind og sin skyldfølelse videre til ham. På den anden side var han stærkt knyttet til sin far og oplevede ham som en kærlig far. De modstridende følelser fremgår af en dagbogsoptegnelse fra 1848 – ti år efter hans død:
"Min fader skylder jeg menneskeligt talt alt. Han har gjort mig på enhver måde så ulykkelig som mulig, gjort, at min ungdom blev en kval uden lige ... Og dog var min fader den kærligste fader, og min længsel er og var inderlig efter ham, hvem jeg ingen dag har undladt at mindes både morgen og aften."

### De yngre år (1830-1842)
Kierkegaard blev student fra Borgerdydskolen i 1830, og som sin ældre bror, P.C. Kierkegaard, studerede han teologi på Københavns Universitet. Han blev indkaldt som soldat, men sendt hjem som uduelig. I stedet fordybede han sig i litterære og filosofiske studier, skrev udkast til analyser af Fausttypen og Den Evige Jøde og forfattede bladartikler med en konservativ grundholdning. Han havde en soldeperiode i 1836-37, hvor han brugte penge til højre og venstre. Derved oparbejdede han en uoverskuelig gæld, som han måtte bede sin far om at hjælpe sig ud af.
I 1838 døde faderen. Det gjorde et voldsomt indtryk på ham. Med faderens død havde han mistet begge sine forældre og alle sine søskende, bortset fra broderen Peter Christian, der senere blev biskop i Aalborg.
En stor arv efter faderen gjorde det muligt for Kierkegaard at leve som fri skribent. I 1838 debuterede han med Af en endnu levendes papirer. Bogen var tænkt som en anmeldelse af H.C. Andersens roman Kun en Spillemand fra 1837. Anmeldelsen udviklede sig imidlertid til en bog på 60 sider, der indeholdt et voldsomt angreb på Andersen. Kierkegaard sammenlignede ham blandt andet med "den blomst, hvor han og hun sidder på samme stængel". Dermed ville han sige, at Andersen personligt var et uudviklet menneske.
Hovedpåstanden i bogen er, at Andersen ikke har en livsanskuelse: Han mangler en overordnet gennemtænkning af livet. Andersen kan skildre tilfældige stemninger og episoder, men han kan ikke skildre skæbner, som stikker dybt i tilværelsen. Hvad der især irriterer Kierkegaard er, at Andersen fremhæver romanens hovedperson Christian som et geni. Der er intet stort, heroisk eller genialt over ham, siger Kierkegaard. Han er "snarere et flæb". Og han tilføjer: "Geniet er ikke en prås, der går ud for en vind, men en ildebrand, som stormen blot udæsker." 

Imidlertid indeholder bogen også et par sider, der roser Andersen. Et eksemplar af bogen med dedikation viser, at Kierkegaard ønskede nærmere kontakt med Andersen, som han tilkendte kvaliteter, der var komplementære til hans egne. De to kendte hinanden fra Studenterforeningen. Kierkegaard blev hermed den første, der skrev en bog om H.C. Andersen.
I 1840 aflagde han teologisk embedseksamen. Derefter rejste han til Jylland på en slags pilgrimsrejse til sin fars barndomsegn ved Ringkøbing. Efter hjemkomsten forlovede han sig med Regine Olsen (1822–1904) den 10. september 1840. Men allerede to dage senere fortrød han: "Andendagen så jeg, at jeg havde grebet fejl. En pøniterende <angrende, syndsbevidst person>, mit vita ante acta <mit forudgående liv>, mit tungsind, det var nok."  Han indså, at hans skyldfølelse og syndsbevidsthed, hans tunge sind og hans grublende væsen ville være en belastning for Regine og ville umuliggøre et normalt ægteskabeligt liv.
Han grublede over forholdet: Kunne han gøre hende lykkelig? Var det forsvarligt at indvi hende i slægtens dybe hemmeligheder? Kunne hun forstå dem? I Stadier på livets vej lader han en person, der til forveksling ligner ham selv, sige:
"Nej, jeg kan dog ikke forstå andet, end at jeg gør hende ulykkelig. Der er og bliver et svælgende misforhold mellem os, hun forstår ikke mig, og jeg forstår ikke hende, hun kan ikke glæde sig ved, hvad der glæder mig, og ikke sørge over, hvad jeg sørger over. 
Kierkegaard besluttede at bryde forholdet. Han forsøgte i lang tid at få hende til at bryde det, så hun ikke fremstod som den vragede. Det lykkedes dog ikke, og til sidst måtte han hæve forlovelsen. Det skete ca. et år senere – den 11. august 1841. Dengang var det en alvorlig sag at hæve en forlovelse, og hans handling gav ham en knusende skyldfølelse. Skyldfølelsen udløste dog et forfatterskab uden sidestykke i dets analyser af, hvad det vil sige at være et ansvarligt menneske og at være skyldig.
Hans begrundelse for at hæve forlovelsen var hans opfattelse, at en ægtemand skylder sin kone at fortælle alt, og at hans betroelser ville ødelægge Regine. Han havde været i nærheden af det seksuelle uden at være gift, og ved sine udsvævelser som student havde han forhånet Gud, ligesom hans far i sin tid havde forbandet Gud. Om Kierkegaard faktisk havde været på bordel eller blot henfaldt til onani, vides ikke; men hvor bagatelagtige hans forhold end havde været, gav de ham en stor skyldfølelse.
Efter bruddet med Regine følte Kierkegaard sig stemplet af samfundet. En hævet forlovelse satte dengang kvinden i et grimt lys og gjorde det svært for hende at blive gift. Fra bruddet til sin død 14 år senere skrev og publicerede han som en besat, ligesom for at tænke og skrive sig ud af den konflikt, som han selv havde skabt.
I 1848 blev Regine Olsen gift med Johan Frederik Schlegel, der blev guvernør for Dansk Vestindien i 1855.
I oktober 1841 fik Kierkegaard magistergraden på afhandlingen Om begrebet ironi med stadigt hensyn til Socrates. Omtrent samtidig rejste han til Berlin, som dengang var teologiens og filosofiens vigtigste by. Her opholdt han sig i fire måneder. Han fulgte forelæsninger af Friedrich Schelling og Henrik Steffens. Hans engagement i forelæsningerne var dog ikke stor, hvilket blandt andet skyldtes, at han var begyndt at skrive på sit store værk Enten - Eller.

### Forfatterskabets første del (1843–46)
Det er karakteristisk, at værkerne i forfatterskabets første del er udgivet under pseudonymer. I Afsluttende uvidenskabeligt efterskrift (1846) vedkender Kierkegaard sig disse værker. Ved hjælp af pseudonymerne lader han de teologiske, filosofiske og psykologiske synspunkter spille op mod hinanden. Pseudonymerne gør, at forståelsen af hans værker bliver op til "hiin Enkelte", fordi argumentationen ikke er fremført af Kierkegaard selv.

#### Enten – Eller
Første del af Kierkegaards egentlige forfatterskab begynder med udgivelsen af Enten – Eller (i to dele) i 1843. I bogen, der betragtes som et af hans vigtigste værker, opstilles der to forskellige livsanskuelser, den æstetiske og den etiske. De to livsanskuelser fremstilles i hver sin halvdel af bogen, benævnt henholdsvis "A's papirer" og "B's papirer". Enten – Eller er udgivet af pseudonymet Victor Eremita (lat. "Den sejrende eneboer").
I første del taler æstetikeren (A). Denne del indeholder de berømte "Diapsalmata" (mellemspil, strøtanker) og afhandlingen om Mozarts "Don Juan". Den æstetiske livsholdning beskrives tydeligst i kapitlet "Vexeldriften": Æstetikeren kræver nydelse og afveksling fra øjeblik til øjeblik, og i hvert øjeblik skal oplevelsen være intens. Men netop derved bliver der ingen sammenhæng i tilværelsen, og æstetikeren bliver derfor evigt søgende og desperat. "Forførerens Dagbog" afslutter den første del med en beskrivelse af et forførelsesforløb, som afslører det dæmoniske og fortvivlende i en rent æstetisk livsførelse midt i sanselighedens sødme.
Bogens anden del ("B's papirer") rummer breve fra etikeren "B" (assessor Vilhelm) til A. B fastholder, at det kommer an på at vælge sig selv i sin evige gyldighed, men også, at evighedens rigdom og dagliglivets gøremål må gå op i en harmonisk enhed. Udvejen af den fortvivlelse, som den æstetiske livsførelse fører til, er det etiske valg. Man vælger ikke bare mellem det gode og det onde, men man vælger, at der er godt og ondt – at noget er godt, og at noget er ondt. Det etiske valg fører til, at man må "vælge sig selv": Man må påtage sig ansvaret for hvad man selv gør, overtage sig selv som den man er, overtage den historie der har dannet én. Det bedste eksempel på sådan en etisk livsførelse er ægteskabet.
Bogen slutter med en prædiken, der drejer sig om, at vi altid har uret over for Gud. Prædikenen peger frem mod et endnu ikke beskrevet stadium: det religiøse stadium.

#### Frygt og bæven
Hvor etikeren Vilhelm i Enten – Eller taler for det livsprojekt at "erhverve sig selv" ved at stå inde for sit liv, viser Kierkegaard i sine senere værker det ufuldstændige ved netop denne opfattelse. I Frygt og bæven fra 1843 kredser forfatteren, nu under pseudonymet Johannes de Silentio (Johannes af Tavsheden), om Abraham som troens far. Tro vil her sige tro på, at for Gud er alt muligt.
Abraham tror, at Gud vil give ham Isak igen. Han hænger ved Isak med hele sit liv, men på Guds befaling vil han give afkald på ham. Ifølge Johannes de Silentio sætter troen den enkelte ud over det etiske og dermed uden for sprogets fællesskab med andre. Idet troen sætter "hiin Enkelte" udover det almene etiske felt, kan der ikke gives en rationel begrundelse for Abrahams valg om at dræbe Isak. Men da det netop er troen, som suspenderer det etiske, taler Kierkegaard om den teleologiske (formålsbestemte) suspension (ophævelse) af det etiske.

#### Gentagelsen
Skriftet Gentagelsen udkom under pseudonymet Constantin Constantius ("den konstante Constantin"). I skriftet sættes der spørgsmålstegn ved, om gentagelse kan lade sig gøre. Constantin Constantius illustrerer problemet med en beretning fra sit eget liv: På et tidspunkt ønskede han at rejse til Berlin, hvor han havde været en gang før. Han ønskede at gentage den tidligere gode rejseoplevelse. Imidlertid viste det sig, at en sådan gentagelse ikke var mulig. Han kunne ikke få sit gamle værelse med den smukke udsigt over Gendarmenmarkt. Königstadt Theater spillede ganske vist det samme stykke som sidst, men han kunne ikke få den samme loge som sidst, og den fortryllende lille danserinde optrådte nu et andet sted. Selv den blinde harpespiller ved Brandenburger Tor, som han dengang havde været så fascineret af, havde forandret sig og mistet sin tiltrækningskraft, for han "havde fået en gråmeleret jakke i stedet for den lysegrønne, der var min vemods længsel."  Og så videre.
Gentagelsen er altså ikke mulig, konkluderer Constantin. Alligevel munder skriftet ud i den konklusion, at gentagelsen er mulig – men vel at mærke som en religiøs begivenhed. Gentagelsen indtræffer, når det enkelte menneske fuldt ud bliver sig selv og vælger sig selv. Etikerens tema fra Enten – Eller dukker her op igen, men er nu tilført den absolutte tro på Gud. Selv hvis man mister noget noget stort i sit liv – for eksempel sin elskede eller sit helbred – kan man overtage sig selv igen i kraft af den absolutte tro på Gud.
I slutningen af værket sender en ung mand et brev til Constantin Constantius. Han fortæller i brevet, at den pige, han har forlovet sig med, og som han elsker, har brudt med ham og giftet sig med en anden. Det er et stort slag for ham, men han ender med at komme sig over slaget ved at vælge sig selv. Han overtager sig selv fuldt ud. Det indbefatter at overtage sig selv som den, der har fået et slag og lidt et nederlag:
"Hun er gift; med hvem ved jeg ikke; thi da jeg læste det i bladet, blev jeg som rørt af et slag og tabte avisen, og har siden ikke haft tålmodighed til et nærmere eftersyn. Jeg er atter mig selv; her har jeg gentagelsen; jeg forstår alt, og tilværelsen forekommer mig skønnere end nogensinde. ... Jeg er atter mig selv, Dette 'selv', som en anden ikke ville tage op på landevejen, ejer jeg igen. Den splid, der var i mit væsen, er hævet; jeg slutter mig atter sammen. ... Er der da ikke en gentagelse? ... Fik jeg ikke mig selv igen?" 

#### Filosofiske smuler
I 1844 udkom skriftet Filosofiske smuler under pseudonymet Johannes Climacus ("Johannes himmelstormeren"). Climacus forsøger at afklare, hvad det egentligt kristne er. Han nævner, at Sokrates' metode forudsætter, at enhver rummer den sandhed, som det drejer sig om at finde. Sandheden findes i ideernes verden, som vi alle har del i i kraft af vores udødelige sjæl.
Som modsætning hertil sætter Climacus den kristne opfattelse: at mennesket ender i usandheden, hvis det søger at finde sandheden ved egen kraft, og at mennesket kun kan komme ud af usandheden ved Guds hjælp.
Skriftet understreger, at det er troens paradoks, at det evige er blevet det historiske på et bestemt tidspunkt i historien. Den kristne Gud, den evige, har i Jesus underkastet sig menneskets vilkår – fødsel, lidelse og død – og har derved bragt frelsen til det.

#### Begrebet Angst
Kierkegaard fortsatte arbejdet med at undersøge den etiske livsholdning i bogen Begrebet angst, der udkom i 1844. Her hævder pseudonymet Vigilius Haufniensis ("den årvågne københavner"), at den naive etik kommer til kort over for synden. Til gengæld kan man nå frem til en mere holdbar etik, hvis man fastholder etikken midt i syndens virkelighed. Begrebet Angst viser, at hvert menneske er et jeg, der først bliver rigtig menneskelig, når det påtager sig opgaven at blive sig selv. Bogen beskriver, hvordan denne opgave mislykkes, når "hiin Enkelte" gør sig selv ufri, ikke blot i angst for det onde, men også i angst for det gode.
Angst er en tilstand af tiltrækning og afsky, som udløses i et spring, der fører én bort fra valget. Det er det egentlige syndefald: at mennesket frasiger sig muligheden for det gode og lader sig synke ned i en plaget indesluttethed.

#### Stadier på livets vej
Stadier på livets vej udkom i 1845, udgivet af Hilarius Bogbinder ("Den muntre bogbinder"). Her bearbejdes problemstillingerne fra Enten - Eller gennem en række situationer. Bogen er delt op i tre dele, svarende til det æstetiske stadium, det etiske stadium og det religiøse stadium. I første del fortæller William Afham om et drikkelag for fem mandlige æstetikere, der hver holder en tale om kvinden. I andel del fører etikeren assessor Vilhelm atter et forsvar for det ophøjede i det borgerlige ægteskab. I tredje del behandler Frater Taciturnus det religiøse stadium ved hjælp af en diskussion af psykologien bag en brudt forlovelse.
Det samlende tema for de tre dele er forholdet til kvinden. Æstetikerne i drikkelaget betragter kvinden som den, der på forskellig måde kan give manden spænding, oplevelse og nydelse. Assessor Wilhelm fremhæver derimod den etiske holdning til kvinden, der ligger i ægteskabet med dets krav om ansvar og trofasthed. I tredje del præsenteres det synspunkt, at skylden bag en brudt forlovelse kun kan ophæves i kraft af en religiøs tro.

#### Afsluttende uvidenskabeligt efterskrift
Johannes Climacus optræder igen som pseudonym i Afsluttende uvidenskabeligt efterskrift (1846), et af Kierkegaards vigtigste skrifter. Det er et efterskrift til Filosofiske smuler. Kierkegaard havde en forestilling om, at skriftet ville blive hans sidste værk, deraf "afsluttende" i titlen. I skriftet vedkender han sig hele det pseudonyme forfatterskab.
Efterskriftet rummer et skarpt opgør med Hegel og hans store filosofiske system. Det fremfører, at der ikke kan gives noget system for tilværelsen, fordi menneskets eksistens er i konstant bevægelse og forandring. Climacus fremhæver, at menneskets eksistens er uafsluttet på den måde, at det altid befinder sig i en stræben efter sandhed, en stræben som aldrig når sit mål. Dette eksistentielle vilkår leder man forgæves efter hos Hegel, siger han. Hegels system er kendetegnet ved abstraktion, almenhed og afsluttethed. Det enkelte menneskes eksistens er derimod kendetegnet ved at være konkret, individuelt og uafsluttet.
Climacus fastslår, at mennesket skal tilegne sig sandheden gennem et lidenskabeligt valg. I sidste ende drejer sandheden sig ikke om et statisk "hvad", men om et dynamisk og subjektivt "hvorledes".

### Forfatterskabets anden del (1847–51)
Nu mente Kierkegaard at have sagt, hvad der skulle siges. Efter udgivelsen af Afsluttende uvidenskabeligt efterskrift var det hans plan at indstille sin forfattervirksomhed og søge et præsteembede. Planen blev imidlertid kuldkastet af hans strid med vittighedsbladet Corsaren. Bladets vedvarende nedgøring af ham, ikke mindst i kraft af P.C. Klæstrups karikaturtegninger, ødelagde hans gode forhold til den "menige mand", og det fremkaldte også en tilspidsning i hans forståelse af lidelse, martyrium og Kristi efterfølgelse, så disse fænomener for ham kom til at fremstå som kendetegn på ægte kristendom. Denne vending ses tydeligt i flere af de skrifter, der udkom mellem 1847 og 1851.
I 1847 udgav Kierkegaard Kærlighedens gerninger, nu under sit eget navn. Skriftet er en undersøgelse af næstekærligheden og en undersøgelse af, hvordan den kan komme til udtryk i menneskets gerninger. Undersøgelsen drejer sig endvidere om kærlighedens modsætninger: mistro, misundelse, hovmod og dømmesyge. Den samme fremgangsmåde bruges også i Christelige Taler (1848), hvor eksemplerne hentes fra de forskellige former for bekymring.
I Sygdommen til Døden (1849) dukker et nyt pseudonym op, den kristne Anti-Climacus. I skriftet gennemgås de skikkelser, som fortvivlelsen ("sygdommen til døden") kan have. Der findes tre former for fortvivlelse, siger Anti-Climacus:
1. Fortvivlelse over ikke at være sig bevidst at have et selv
2. Fortvivlelse over ikke at være sig selv
3. Fortvivlelse over at ville være sig selv (uden at kunne)

Den tredje form for fortvivlelse er den dybeste. Ja, faktisk kan de to andre former føres tilbage til den. Kuren mod fortvivlelsen er troens spring, som kræver den største lidenskab. I den lidenskabelige tro på den magt (Gud), som skabte mennesket, kan mennesket ville være sig selv.
Kierkegaard nærmede sig hele tiden kernen i sit budskab. I Indøvelse i kristendom (1850) optræder igen pseudonymet Anti-Climacus. Her fremhæves troens betingelse: at træde i Jesu fodspor. Derpå beskrives "forargelsen", dvs. erkendelsen af, at det indebærer personlig lidelse at være kristen. Denne erkendelse fører frem mod det enten-eller, som er kravet i troen.
Kristus fremhæves som forbillede, og efterfølgelsen af ham ses som den sande form for kristendom. Men når forbilledet levede og døde i fornedrelse og under foragt og hån, vil den kristne også komme til at lide for sin tro. Anti-Climacus går dog ikke så vidt som til at kræve, at man skal blive martyr for sandheden. Det har kun Gud og en apostel ret til. Men kristendommens krav må stilles klart frem.
Det krav fører Anti-Climacus til at foretage en skarp skelnen mellem den triumferende, etablerede kirke og den ægte, kæmpende kirke. Skriftet foregriber angrebet på den etablerede kirke i forbindelse med kirkestormen i 1855, som man ellers ofte betragter som noget løsrevet i forhold til forfatterskabet.
I 1848–49 skrev Kierkegaard Synspunktet for min forfatter-virksomhed, som først blev udgivet fire år efter hans død, i 1859. I 1851 skrev han Til selvprøvelse, samtiden anbefalet. I 1851-52 blev Dømmer selv! skrevet, men skriftet blev først trykt i 1876.
Derefter trak Kierkegaard sig tilbage fra den litterære offentlighed. Igen så det ud til, at han havde tænkt sig at afslutte sit forfatterskab.

### Kirkestormen (1855)
Kierkegaard brød imidlertid sin offentlige tavshed efter næsten fire år, da professor H.L. Martensen i 1854 under bisættelsen af biskop J.P. Mynster kaldte den afdøde "et sandhedsvidne". Den 18. december 1854 indeholdt avisen Fædrelandet en artikel af Kierkegaard: "Var Biskop Mynster et Sandhedsvidne, et af de rette Sandhedsvidner – er dette Sandhed?" Det blev indledningen til kirkestormen i 1855, hvor Kierkegaard polemiserede voldsomt og injurierende imod kirken og dens præsteskab, først i avisartikler og derefter i sit eget flyveblad Øjeblikket.
I begyndelsen af kampagnen skrev Kierkegaard, at Mynster ikke var et sandhedsvidne, men var "svag og nydelsessyg". Senere skrev han, at "der skal gøres en ende på den usandhed... at det er Christendom, man forkynder" (i folkekirken). Fra april 1855 fokuserede artiklerne på "den kongelige bestalling", som Kierkegaard mente var latterlig i forbindelse med troen. Omtrent samtidig blev målet for angrebene de "1000 Præster med Familie".
I maj 1855 startede flyvebladet Øjeblikket. I Øjeblikket nr. 1 siges det, at de 1000 præsters opgave i virkeligheden er at forhindre og umuIiggøre kristendommen. I Øjeblikket nr. 2 forstærkes denne anklage, idet de "1000 embedsmænd med selvopholdelsens drift er interesserede i, at menneskene ikke får at vide, hvad kristendom er..." I samme nummer fremføres det synspunkt, at præsterne "leger Christendom". I juni anvendes udtryk som "Falskneri og Plattenslageri". I august bliver "Confirmation og Vielse" kaldt "Comediespil eller det som værre er", og ordet "løgn" bliver brugt med en gentagen aggression. Samtidig bliver præsterne til "de 1000 menedere", hvilket i september forstærkes til "Menneskeædere, og på den afskyeligste måde."
Under sin kampagne hævdede Kierkegaard ved adskillige lejligheder, at denne kamp var hans virkelige værk, og at alle hans tidligere skrifter var at betragte som forberedende manøvrer, indtil to betingelser var opfyldt: at både hans far og biskop Mynster var døde, samt at han selv var anerkendt som en intelligent teolog, som man var nødt til at lytte til. Dette udtryktes tydeligst i Hvad Kristus dømmer om officiel kristendom (1855).
Kirkekampen handlede grundlæggende om, at den officielle kristendom, som den fandtes i kirken, ikke havde meget med Det Nye Testamentes strenge kristendom at gøre. Den havde foretrukket en mildere udgave, der var tilpasset tidens smag, og som søgte at imødekomme menneskers behov for trøst, lindring og håb. Her lød Kierkegaards skarpe kritik, at kirken ikke åbent og redeligt erkendte, at den havde fjernet sig fra Det Nye Testamentes kristendom. I artiklen Hvad jeg vil? (Fædrelandet, d. 31. maj 1855) siger han det kort og klart: "Ganske simpelt: Jeg vil redelighed."

### Sygdom og død (1855)
Midt under kirkestormen, mens Øjeblikket nr. 10 var under forberedelse, faldt Kierkegaard om på gaden. Det skete den 30. september 1855. Fire dage senere, den 2. oktober, blev han indlagt på Det kongelige Frederiks Hospital, hvor han døde seks uger senere, den 11. november, kun 42 år gammel. Da havde han også brugt de sidste penge af arven fra sin far.
Det er senest af lægen Kaare Weismann og filosoffen og Kierkegaardeksperten Jens Staubrand, som i 2013 gennemgik Kierkegaards sygehusjournaler, blevet foreslået, at Kierkegaard døde af Potts sygdom (Morbus Pott), som er beskrevet i 1779 af kirurgen Percivall Pott (1714-1788). Potts sygdom er en rygmarvstuberkulose, der fører til pukkelryggethed og senere til bl.a. lammelser i benene. Det sidste kan have været grunden til, at han faldt om på gaden.
Selv hævdede Kierkegaard, at puklen på ryggen skyldtes, at han som barn var faldet ned fra et træ. Han forklarede yderligere sit svækkede helbred med, at han ofte havde været aktiv døgnet rundt med at skrive. Det er blevet foreslået, at Kierkegaard som barn kan have lidt under rakitis, også kaldt den engelske syge, der bl.a. kan påvirke udviklingen af ben og rygsøjle.
Der findes en omfattende, især dansksproget, litteratur, der forsøger at udrede Kierkegaards sygdomme og død. I nyere tid er der foreslået meget, lige fra syfilis, meningitis, tuberkulose (J. Staubrand), tuberkuløs myolitis (O. Helmig), epilepsi (H. Hansen og L. Bork Hansen), til nervelidelsen Landry-Guillain-Barre-syndromet (I. Søgaard), samt senest Potts sygdom (K. Weismann og J. Staubrand).

### Begravelsen
Søren Kierkegaard blev begravet fra Vor Frue Kirke i København. Kirken var fyldt, og flere stod ude på gaden. Studenterne brød igennem mængden og dannede kreds rundt om kisten. Repræsentanter for kirken, universitetet og litteraturen var der ikke mange af. Stiftsprovst E.C. Tryde forestod kirkehandlingen. Broren Peter Christian, som den afdøde ikke ville se på sit dødsleje, talte over kisten på familiens vegne.
Efter højtideligheden blev kisten ført til Assistens Kirkegård, efterfulgt af et stort følge. Kierkegaard var udadvendt og havde en enorm bekendtskabskreds. For det meste havde han skrevet om natten, mens han om dagen var ude at spadsere og derved kom i snak med dem, han kom forbi. Han interesserede sig levende for andres liv og havde fulgt med i, at smeden nu havde fået sin ambolt, og at bagerens kat var nedkommet.
Kisten blev nedsænket i familiens gravsted. Efter jordpåkastelsen trådte lægen Henrik Lund frem og holdt en tale. Han var Søren Kierkegaards nevø (den ældste søn af søsteren Nicoline). I sin tale fremhævede Lund, at hans morbror havde været kirkens største modstander, og at man med den kirkelige begravelse havde ranet (stjålet) ham efter døden. Henrik Lund fremførte, at kirken, som Kierkegaard i den grad havde taget afstand fra og gjort til grin, nu valgte at tage ham til sig, og dermed udviste den ikke respekt for ham.
Stiftsprovst Tryde forlangte en undskyldning fra Lund, hvilket han fik. Herudover fik han idømt ham en bøde på 100 rigsdaler.
Søren Kierkegaard nedskrev ni år før sin død, hvordan hans grav skulle se ud. Det hele "skulle tilsås med lavt fint græs, kun skulle der i hvert hjørne plantes en lille busk af tyrkiske, mørkerøde roser. På en tavle, svarende til den, der lå på forældrenes grav, skulle der ved siden af de to afdøde søskendes navne være plads til hans navn, og herunder skulle sættes med små bogstaver følgende vers af Brorson:
Det er en liden Tid,
saa har jeg vunden,
saa er den ganske Strid
med eet forsvunden,
saa kan jeg hvile mig
i Rosensale
og uafladelig
min Jesum tale.

## Arven efter Kierkegaard

### Den filosofiske arv
Den inderlige subjektivitet og den enkelte revet ud af miljøet og stillet over for Gud. Det er, hvad Kierkegaards forfatterskab drejede sig om. Det kan siges at være en kulmination inden for protestantismen: Længere kan man ikke komme i et personligt gudsforhold.
Kierkegaard betragtes som grundlæggeren af den eksistentielle filosofi. Han har navnlig fået betydning for eksistentialismen, som slog igennem i Tyskland i 1920'erne, og som fik mange tilhængere i Frankrig efter 2. verdenskrig. Han har blandt andet haft betydning for Theodor Adorno, Martin Heidegger og Jean-Paul Sartre.

### Den teologiske arv
Det er en ironisk eftervirkning, at den Kierkegaard, der revsede den bestående kirke så eftertrykkeligt, og som anså den for at være en fjende af den sande kristendom, har skabt det åndelige grundlag for den kirkelige retning Tidehverv, som har haft og fortsat har en stor betydning i folkekirken.
På den ene side er danskerne stolte af deres berømte skribent. På den anden side ignorerer det flertal, der er medlemmer af folkekirken, at han fordømte denne institution som umoralsk og ukristen. Som eksempler på eftertidens syn på '"kirkestormen" kan nævnes P.G. Lindhardts Vækkelser og kirkelige retninger i Danmark, hvor der anvendes ordet "patologisk". Endvidere kan nævnes Danstrup og Kochs Danmarks Historie, der bruger udtrykket "sygelig". (Bind 11, side 398.)

### Den litterære arv
Kierkegaards forfatterskab er enestående rigt – rigt i omfang, rigt på fantasi og rigt på skarpsindighed. Det er præget af en hårfin logik, en mægtig følelse og en utrolig lærdom. Han kunne skrive i et sprog, der var så vanskeligt, at det blev knudret og uforståeligt. Han kunne også skrive så legende let, så yndefuldt og billedskønt, at det gør ham til en af Danmarks største sprogkunstnere i den poetiske prosa.
Han beherskede det alvorligt formanende eller docerende, samtidig med at han mestrede de kåde bemærkninger og de drillende sammenligninger. Han var en forfatter, der kastede sig i støvet for det hellige, men som ikke lod sig imponere af noget. Lidenskab og enfoldig tale, humor og ironi – det er Kierkegaards vigtigste meddelelsesformer.
Kierkegaard er tillige blevet set som et eksempel på moderniteten med dens vægt på individuel frihed.

### Den psykologiske arv
Flere af Kierkegaards skrifter omhandler psykologiske emner. Det gælder blandt andet Gentagelsen, Begrebet angst og Sygdommen til døden. Kierkegaards psykologiske tanker fik en vis betydning for den moderne psykologi og psykoterapi. Flere fremtrædende psykologer og psykoterapeuter har således trukket på inspiration fra Kierkegaard.
Preben Kok og Helle Møller Jensen har i bogen Troens perspektiv omsat Søren Kierkegaards eksistensteologiske tanker til praktisk sjælesorg.